# Hervormde Kerk (Valkkoog)
Hervormde Kerk is een laatgotische kerk uit de 16e eeuw gelegen aan de Valkkogerweg 39 in de Noord-Hollandse plaats Valkkoog. In 1865 werd de kerk verbouwd waarbij onder andere op de torenvoet een nieuwe toren werd gebouwd. De consistoriekamer ten noordwesten van de kerk stamt is gerealiseerd in 1900. In de kerk bevindt zich een gebodenbord uit 1855 en een eenklaviers orgel uit 1871 gemaakt door P.J. Adema. De klokkenstoel heeft een klok uit 1635 gemaakt door J. Noteman. Het torenuurwerk stamt uit circa 1910.
Sinds 1996 staan zowel de kerk als de consistorie als rijksmonument ingeschreven in het monumentenregister. De kerk is momenteel in gebruik voor dorpsbijeenkomsten, exposities en soms kerkdiensten voor huwelijkssluitingen en uitvaarten.

## Foto's

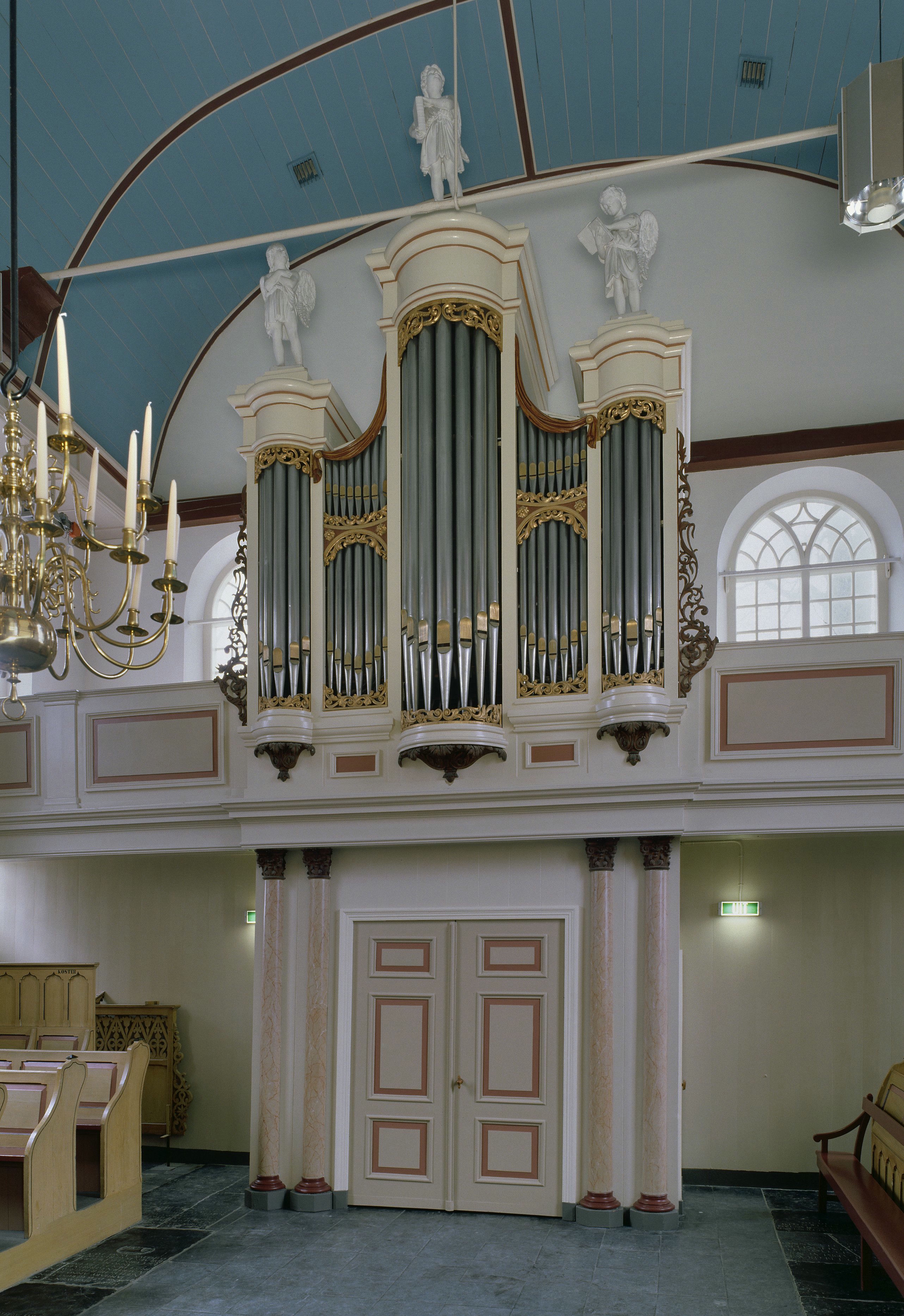
Orgel uit 1871
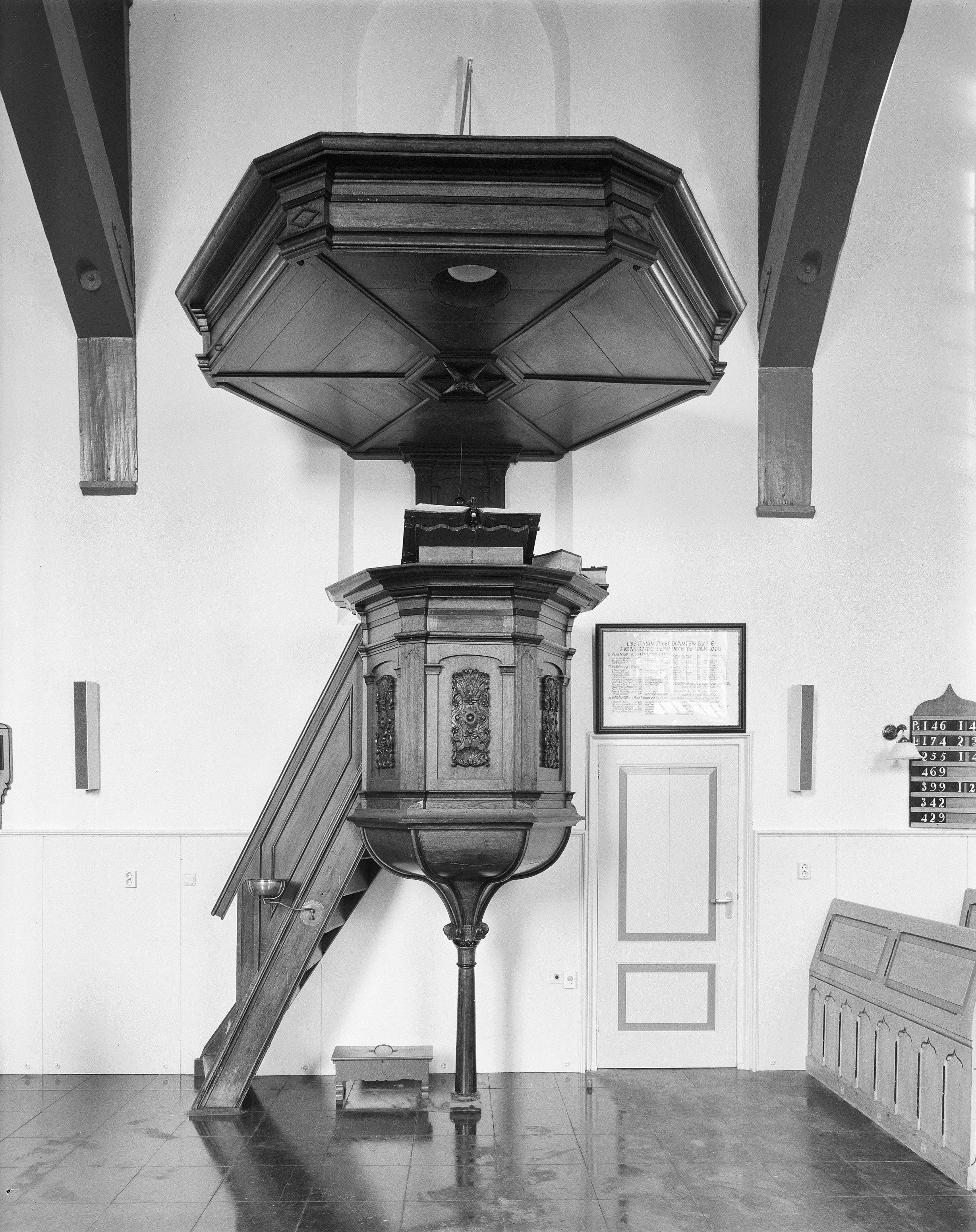
Preekstoel uit de 19e eeuw
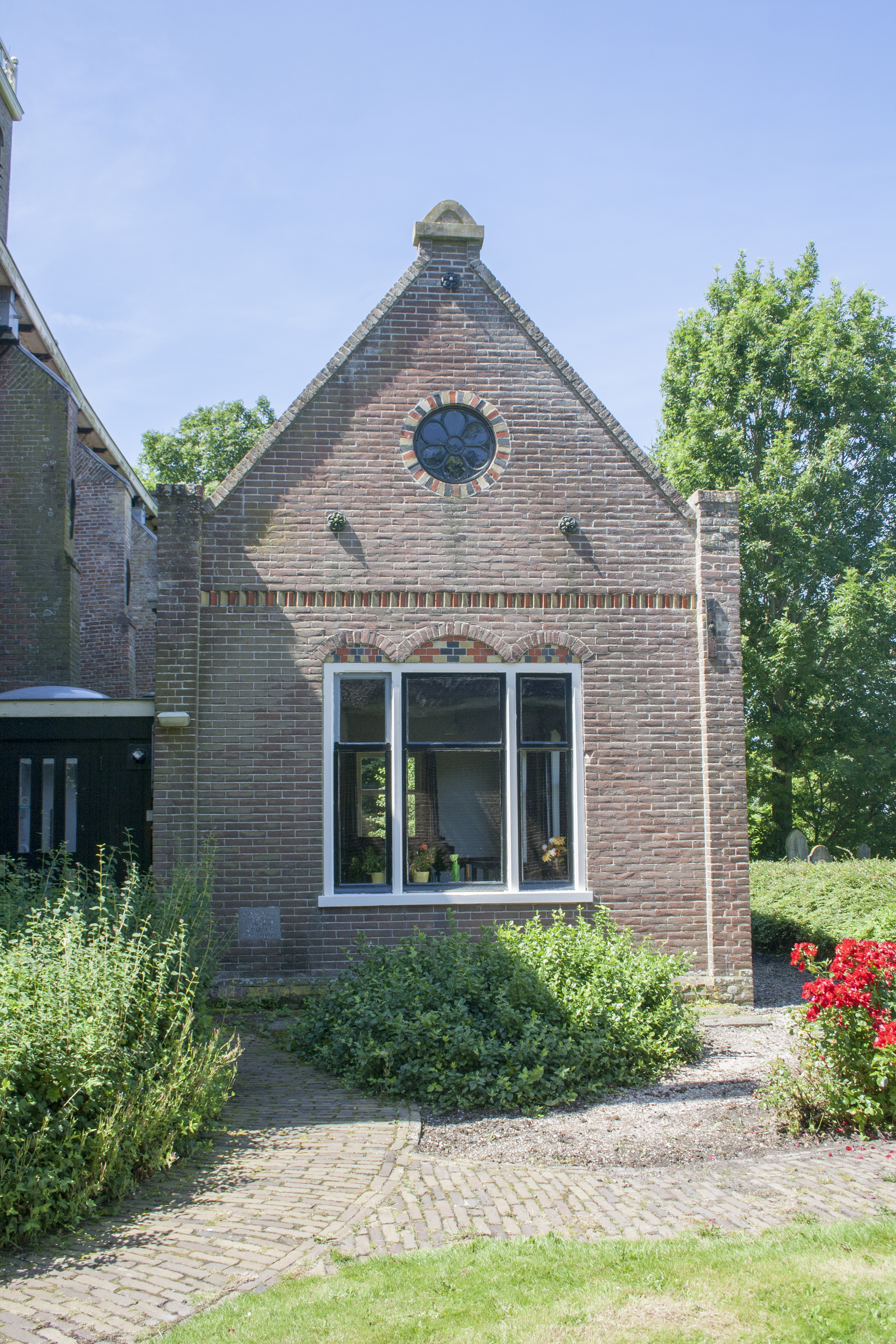
Consistorie uit 1900